# Retrato de Bazille
El Retrato de Bazille (en francés, Frédéric Bazille) es un óleo sobre lienzo realizado en 1867 por el pintor francés Pierre-Auguste Renoir. Sus dimensiones son de 106 × 74 cm.
En este cuadro Renoir retrata a su amigo Frédéric Bazille, pintor como él, en su estudio trabajando en su obra Garza real.
Se expone en el Museo Fabre, Montpellier (Francia).